# Чемпіонат світу з хокею із шайбою 2020 (дивізіон III)
Чемпіонат світу з хокею із шайбою 2020 — скасований чемпіонат світу з хокею із шайбою, який мав відбутись у двох групах. Група А мала грати в Люксембурзі, а Група В у ПАР.
Однак 13 березня 2020 року IIHF оголосив про скасування обох турнірів через пандемію COVID-19.

## Група А

### Учасники
| Збірна                     | Результати 2019 року                                   |
| -------------------------- | ------------------------------------------------------ |
| Північна Корея             | 6-е місце у Дивізіоні ІІ В.                            |
| Туреччина                  | 2-е місце у Дивізіоні ІІІ.                             |
| Туркменістан               | 3-є місце у Дивізіоні ІІІ.                             |
| Люксембург                 | Господар, 4-е місце у Дивізіоні ІІІ.                   |
| Китайський Тайбей          | 5-е місце у Дивізіоні ІІІ.                             |
| Об'єднані Арабські Емірати | Кваліфікація 1-е місце у Дивізіоні ІІІ (кваліфікація). |

### Таблиця
| Поз | Команда                    | М | В | ВО | ПО | П | ГЗ | ГП | Різ | О | Кваліфікація або пониження     |
| --- | -------------------------- | - | - | -- | -- | - | -- | -- | --- | - | ------------------------------ |
| 1   | Північна Корея             | 0 | 0 | 0  | 0  | 0 | 0  | 0  | 0   | 0 | Підвищення до Дивізіону ІІ (В) |
| 2   | Туреччина                  | 0 | 0 | 0  | 0  | 0 | 0  | 0  | 0   | 0 |                                |
| 3   | Туркменістан               | 0 | 0 | 0  | 0  | 0 | 0  | 0  | 0   | 0 |                                |
| 4   | Люксембург (H)             | 0 | 0 | 0  | 0  | 0 | 0  | 0  | 0   | 0 |                                |
| 5   | Китайський Тайбей          | 0 | 0 | 0  | 0  | 0 | 0  | 0  | 0   | 0 |                                |
| 6   | Об'єднані Арабські Емірати | 0 | 0 | 0  | 0  | 0 | 0  | 0  | 0   | 0 | Пониження до Дивізіону ІІІ (В) |

## Група В

### Учасники
| Збірна               | Результати 2019 року                      |
| -------------------- | ----------------------------------------- |
| ПАР                  | Господар, 6-е місце у Дивізіоні ІІІ.      |
| Гонконг              | 2-е місце у Дивізіоні ІІІ (кваліфікація). |
| Таїланд              | 3-є місце у Дивізіоні ІІІ (кваліфікація). |
| Боснія і Герцеговина | 4-е місце у Дивізіоні ІІІ (кваліфікація). |

### Таблиця
| Поз | Команда              | М | В | ВО | ПО | П | ГЗ | ГП | Різ | О | Кваліфікація або пониження    |
| --- | -------------------- | - | - | -- | -- | - | -- | -- | --- | - | ----------------------------- |
| 1   | ПАР (H)              | 0 | 0 | 0  | 0  | 0 | 0  | 0  | 0   | 0 | Підвищення до Дивізіону III A |
| 2   | Гонконг              | 0 | 0 | 0  | 0  | 0 | 0  | 0  | 0   | 0 |                               |
| 3   | Таїланд              | 0 | 0 | 0  | 0  | 0 | 0  | 0  | 0   | 0 |                               |
| 4   | Боснія і Герцеговина | 0 | 0 | 0  | 0  | 0 | 0  | 0  | 0   | 0 | Пониження до Дивізіону IV     |